# Espérance Sportive de Tunis (Handball)
Der Espérance Sportive de Tunis (arabisch الترجي الرياضي التونسي, DMG at-taraǧǧī ar-riyāḍī at-tūnisī) ist der erfolgreichste Verein seines Landes. Die Handballabteilung wurde 1957 gegründet und gewann 1967 ihren ersten Meistertitel. Mit 37 Titeln und 31 Pokalsiegen ist der Verein führend im Tunesischen Handball. 1993 und 2005 erreichte er das Endspiel der CAHB Champions League, verloren jedoch jeweils gegen Al Ahly und MC Alger. 2003 gelang dem Verein der Gewinn des CAHB Pokalsieger-Cups. Im rein tunesischen Endspiel besiegten sie das Team von AS Hammamet. Der Verein spielt in der Tunesien Handball League.
Wie im Fußball, gilt auch im Handball das Tunis Derby gegen Stadtrivalen Club Africain als prestigeträchtiges Spiel der Saison.

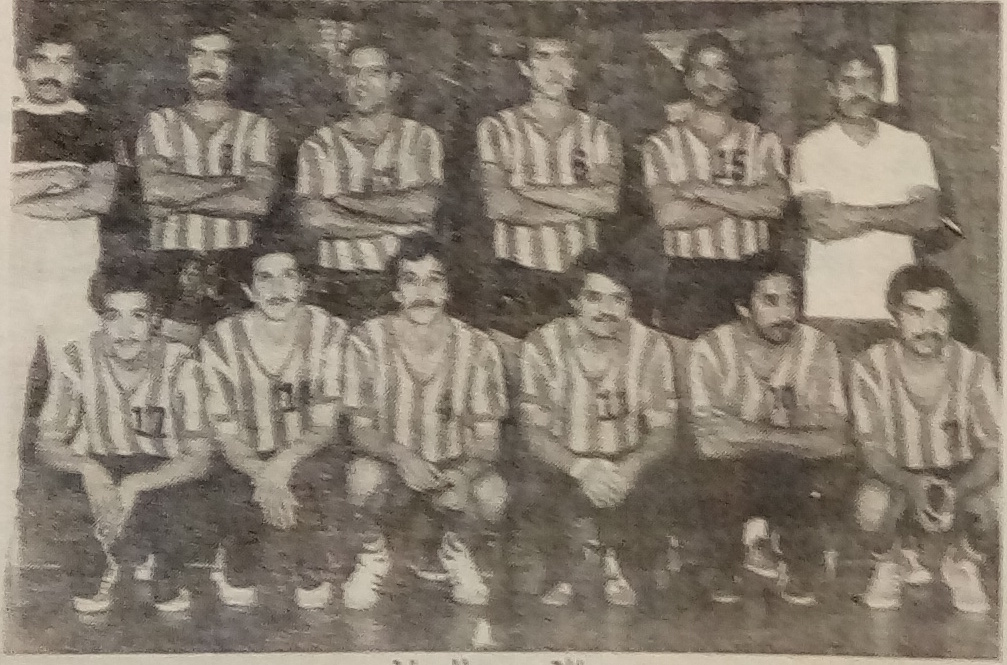
Teamfoto aus dem Jahr 1980

## Titel
- Tunesischer Meister (37)
  - 1967, 1969, 1971, 1972, 1973, 1974, 1975, 1976, 1977, 1978, 1979, 1980, 1981, 1982, 1983, 1984, 1985, 1991, 1992, 1993, 1995, 1997, 2004, 2005, 2009, 2010, 2012, 2013, 2014, 2016, 2017, 2019, 2020, 2021, 2023, 2024, 2025
- Tunesischer Pokal (31)
  - 1960, 1970, 1971, 1972, 1973, 1974, 1975, 1976, 1978, 1979, 1980, 1981, 1982, 1983, 1984, 1985, 1986, 1992, 1993, 1994, 1995, 2002, 2005, 2006, 2013, 2018, 2021, 2022, 2023, 2024, 2025
- Tunesischer Supercup (2)
  - 2000, 2002
- Coupe de la Fédération (1)
  - 2019
- CAHB Champions League (2)
  - 2013, 2022
- Afrikanischer Pokal der Pokalsieger (3)
  - 2003, 2014, 2015
- Afrika Supercup (2)
  - 2014, 2016
- Arab Champions (7)
  - 1976, 1977, 1978, 1979, 2018, 2021, 2022
- Arab Winners’ Cup (1)
  - 2013
- Arab Supercup (1)
  - 2019

## Ehemalige Spieler
- Issam Tej
- Wissem Hmam
- Wissem Bousnina
- Slim Zehani
- Anis Mahmoudi
- Yousri Ghali